# Kofaalda
Kofaalda är ett berg i republiken Island. Det ligger i regionen Austurland, 300 km öster om huvudstaden Reykjavík. Toppen på Kofaalda är 671 meter över havet.
Trakten runt Kofaalda är nära nog obefolkad, med mindre än två invånare per kvadratkilometer. Det finns inga samhällen i närheten. Trakten runt Kofaalda består i huvudsak av gräsmarker.